# Xã Garfield, Quận Lac qui Parle, Minnesota
Xã Garfield (tiếng Anh: Garfield Township) là một xã thuộc quận Lac qui Parle, tiểu bang Minnesota, Hoa Kỳ. Năm 2010, dân số của xã này là 145 người.